# Смордва
Смордва (укр. Смордва) — село в Бокиймовской сельской общине Дубенского района Ровненской области Украины.
До 2020 года входило в Млиновский район.
Население по переписи 2001 года составляло 1175 человек. Почтовый индекс — 35160. Телефонный код — 3659. Код КОАТУУ — 5623888501.